# Tjodalv
Pour les articles homonymes, voir Åkesson (homonymie).
Tjodalv, de son vrai nom Kenneth Åkesson (22 février 1976) , est un batteur norvégien. Il a fait partie des groupes Dimmu Borgir et Old Man's Child, dont il est également l'un des membres fondateurs. Depuis 1998, il joue dans Susperia, qu'il a fondé avec le guitariste Cyrus. 
Tjodalv a commencé par jouer de la guitare sur les premiers albums de Dimmu Borgir, Inn I Evighetens Morke et For All Tid. Il est ensuite devenu le batteur de ce groupe à partir de l'album Stormblåst, jusqu'à ce qu'il quitte Dimmu Borgir en 1999.